# Deadland Ritual
Deadland Ritual — британсько-американський хард-рок супергурт, створений в Лос-Анджелесі у 2018 році.
Гурт заснував Метт Сорум, інші учасники гурту: Френкі Перес, Стів Стівенс, Ґізер Батлер. 
У грудні 2018 року гурт Deadland Ritual випустив свій перший сингл, «Down in Flames».

## Історія
Про створення гурту Deadland Ritual вперше було оголошено 3 грудня 2018 року, коли учасники гурту почали публікувати тизери нової музики на своїх сторінках у соціальних мережах. Засновником гурту став барабанщик Метт Сорум, залучивши вокаліста Френкі Переса та гітариста Стіва Стівенса, а також запросивши басиста Ґізера Батлера, який прийшов пізніше. Метт Сорум також придумав назву гурту, яка, як кажуть, «відображає ідею ритуального мертвого простору».
Через тиждень гурт випустив свій дебютний сингл і кліп, «Down in Flames». Трек був спродюсований Грегом Фідельманом (Greg Fidelman). Келсі Чепстік (Kelsey Chapstick) з журналу Revolver класифікувала пісню як «важкий, блюзовий рок», підкресливши, що вона «несе в собі зловісні, диявольські відтінки, характерні для Батлера, але радісне вокальне виконання Переса та насичені грувом синкопи Сорума надають виразного сучасного хард-рокового звучання». Райан Рід (Ryan Reed) для журналу Rolling Stone описав цей трек як «задумливу блюз-рокову епопею».
Гурт Deadland Ritual відіграв свої перші концерти у 2019 році, з’явившись на фестивалях Download Festival у Великобританії та Hellfest у Франції, обидва в червні.
Проте дебют гурту відбувся в нічному клубі The Troubadour у Західному Голлівуді, штат Каліфорнія, 28 травня 2019 року.
В березні 2021 року Ґізер Батлер сказав, що Метт Сорум покинув проєкт і що він вважає Deadland Ritual мертвим.

## Учасники гурту

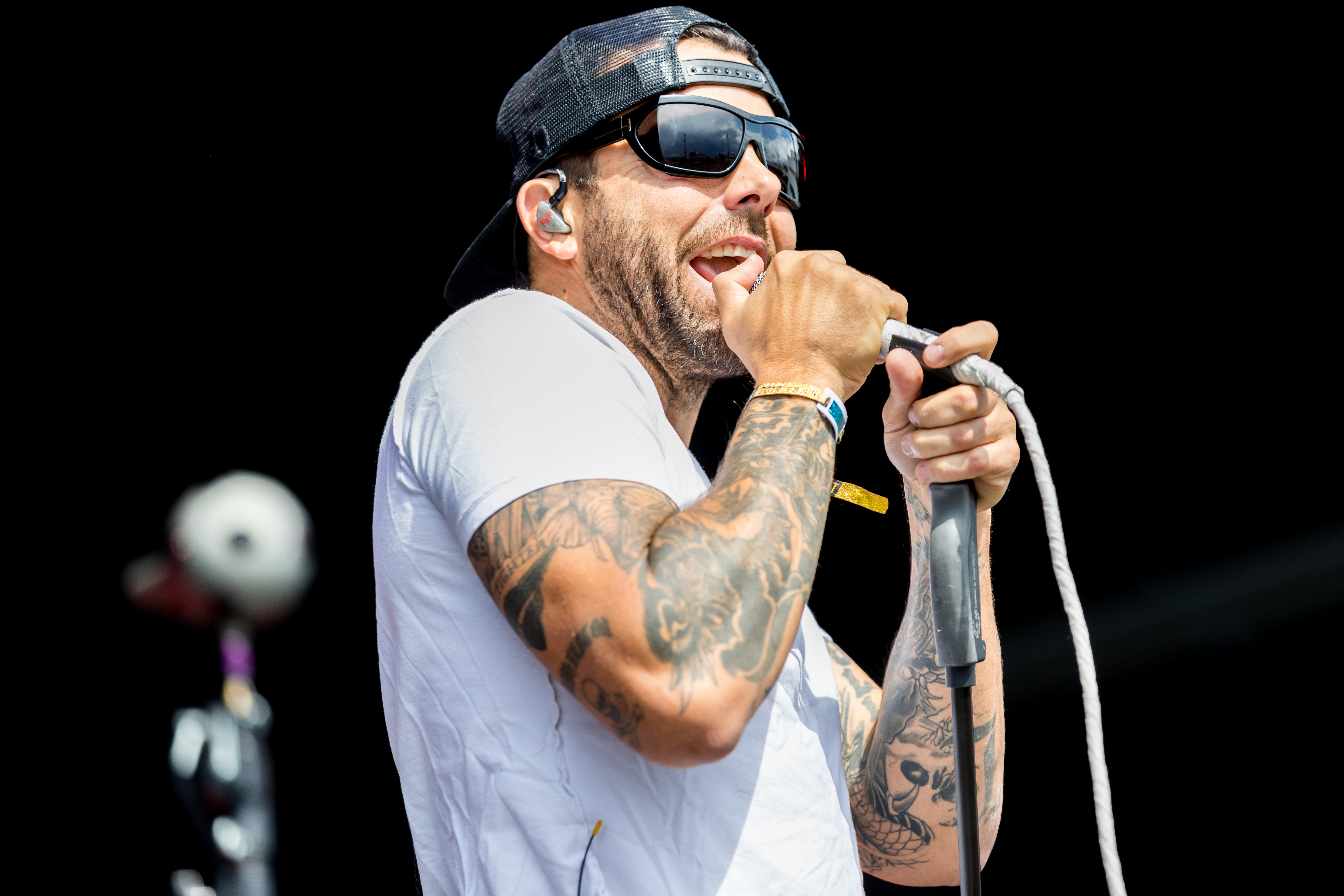
Френкі Перес
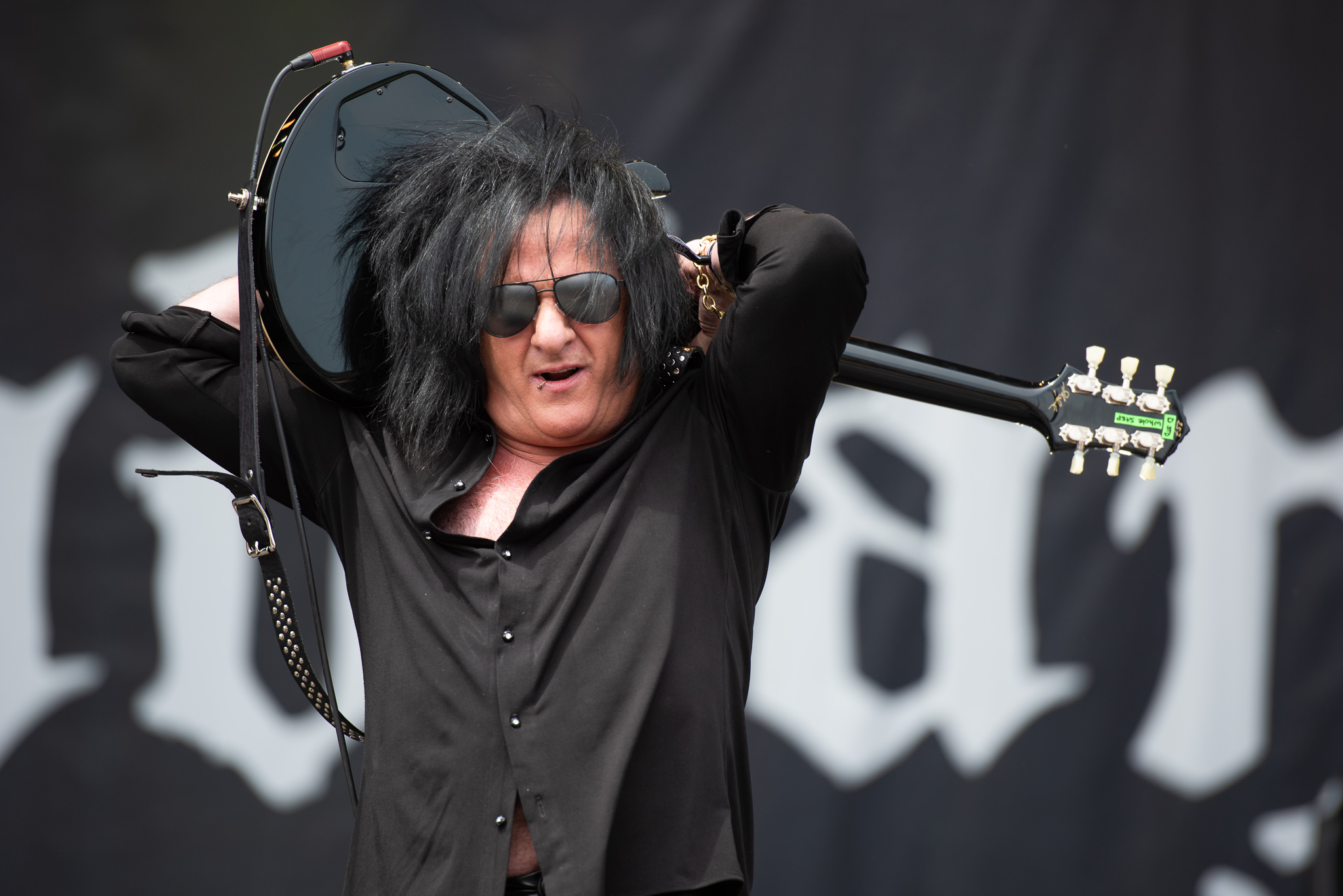
Стів Стівенс
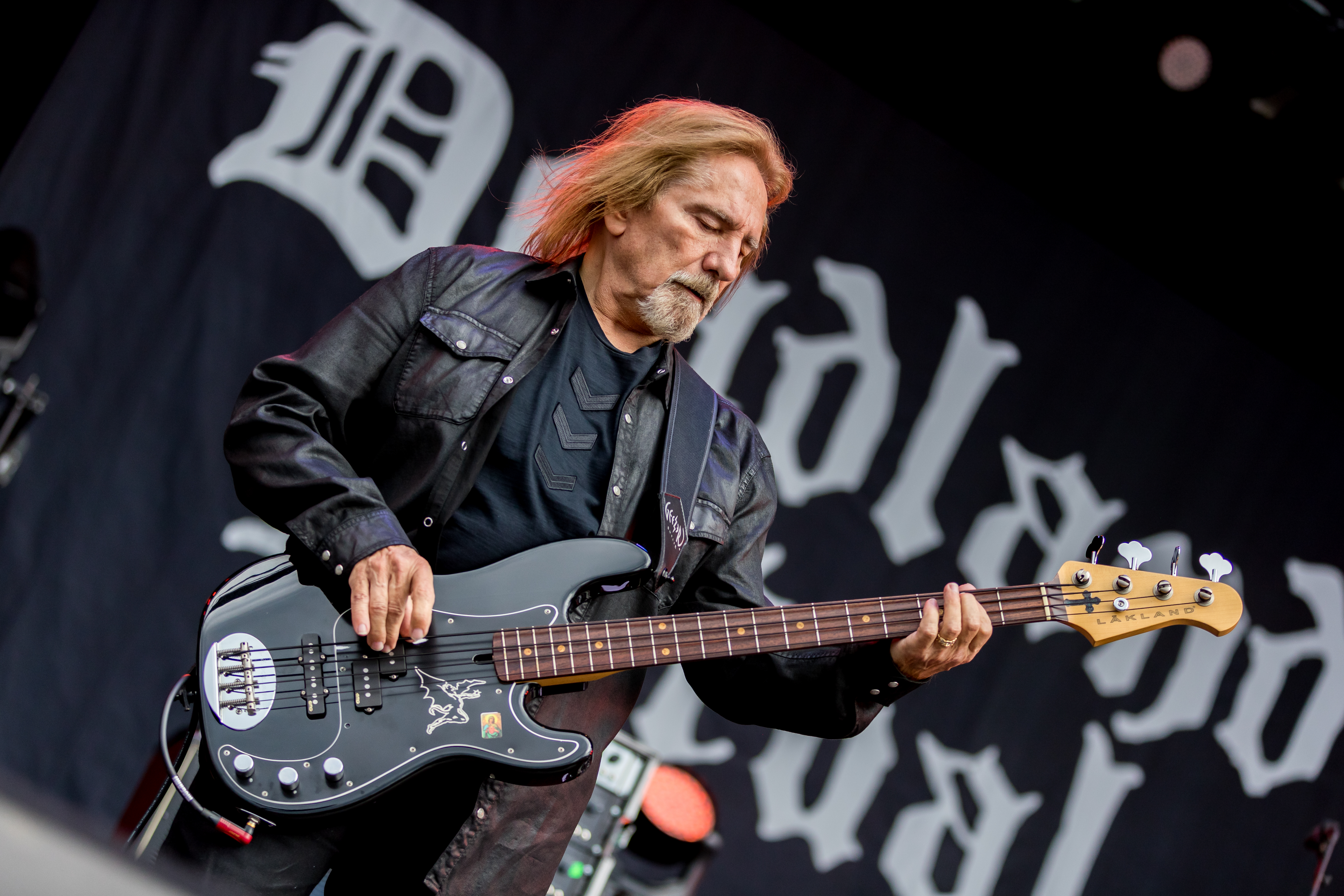
Гізер Батлер
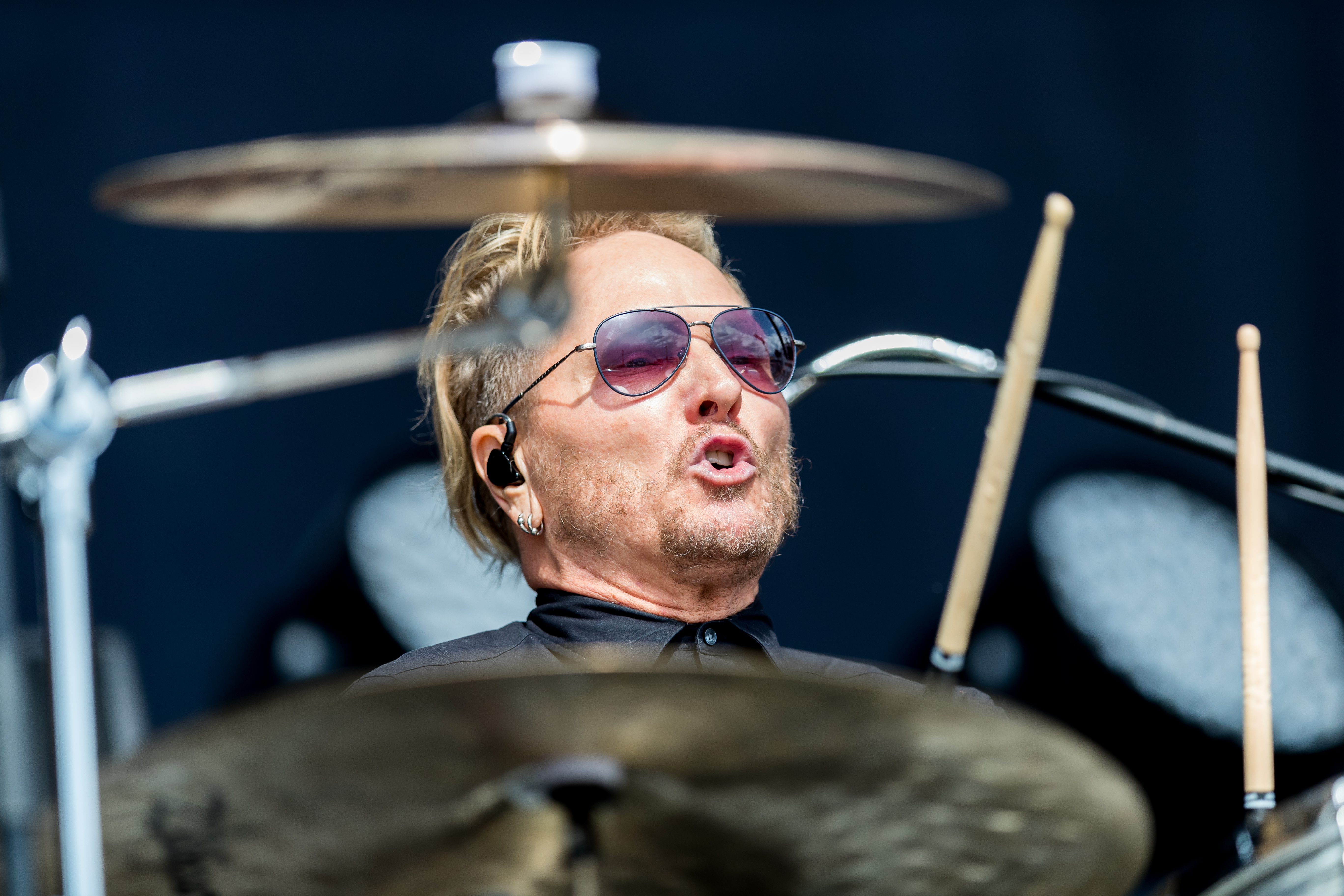
Метт Сорум

- Френкі Перес (Franky Perez) – головний вокал (Apocalyptica та раніше Scars на Бродвеї)
- Стів Стівенс (Steve Stevens) – гітара (Billy Idol, Michael Jackson)
- Ґізер Батлер (Geezer Butler) – бас-гітара (Black Sabbath, Heaven and Hell)
- Метт Сорум (Matt Sorum) – ударні, бек-вокал (The Cult, Guns N' Roses, Velvet Revolver та багато інших)

## Дискографія
Сингли
- "Down in Flames" (2018)
- "Broken and Bruised" (2019)